# Holweck-Preis
Der Holweck-Preis (engl. Holweck medal, frz. Prix Holweck) ist ein seit 1946 jährlich jeweils im Wechsel an französische und britische Physiker vergebener Preis der Société française de physique und des Institute of Physics. Mit dem Preis ist eine Medaille verbunden, zuerst in Bronze, ab 1972 in Gold.
Er ist nach dem Physiker Fernand Holweck (1890–1941) benannt, der sich unter anderem mit weicher Röntgenstrahlung, Pumpen für Hochvakuum, Gravimetern und frühen Fernsehbildröhren befasste und 1941 von der Gestapo wegen seiner Mitgliedschaft in der Résistance ermordet wurde. Er war Direktor des Curie-Laboratoriums am Radium Institut (heute Institut Curie) in Paris.
Er ist der zweite binationale Preis der französischen physikalischen Gesellschaft (neben dem Gentner-Kastler-Preis) und der vierte des Institute of Physics (neben dem deutsch-britischen Max-Born-Preis, dem britisch-australischen Massey-Preis und der britisch-italienischen Occhialini-Medaille).
Es gibt auch einen Holweck-Preis der Academie des Sciences.

## Preisträger
- 1946 Charles Sadron
- 1947 Edward Andrade
- 1948 Yves Rocard
- 1949 Leslie Fleetwood Bates
- 1950 Pierre Jacquinot
- 1951 Thomas Ralph Merton
- 1952 Louis Néel
- 1953 John Ashworth Ratcliffe
- 1954 Alfred Kastler
- 1955 Nicholas Kurti
- 1956 Jean-Paul Mathieu
- 1957 Denys Wilkinson
- 1958 Anatole Abragam
- 1959 Robert Hanbury Brown
- 1960 Jean Brossel
- 1961 Brian Pippard
- 1962 Jean-François Denisse
- 1963 Frederick Charles Frank
- 1964 Jacques Friedel
- 1965 Martin Ryle
- 1966 Raimond Castaing
- 1967 Heinrich Gerhard Kuhn
- 1968 Pierre-Gilles de Gennes
- 1969 Alan Cottrell
- 1970 Pierre Connes
- 1971 Dennis Gábor
- 1972 Lionel Solomon
- 1973 Brian D. Josephson
- 1974 Philippe Nozières und Antony Hewish
- 1975 Evry Schatzman
- 1976 Harry Elliot
- 1977 Maurice Goldman
- 1978 William Frank Vinen
- 1979 André Blandin
- 1980 David J. Thouless
- 1981 René Turlay
- 1982 Raymond Hide
- 1983 Gérard Toulouse
- 1984 Brebis Bleaney
- 1985 Denis Jérome
- 1986 Gareth Gwyn Roberts
- 1988 Peter B. Hirsch
- 1989 Éric Varoquaux
- 1990 Roger Cowley
- 1991 Alain Aspect
- 1992 Donald Hill Perkins
- 1993 David Ruelle
- 1994 Lawrence John Challis
- 1995 Pierre Léna
- 1996 John Wickham Steeds
- 1997 Jean-Pierre Briand
- 1998 William Gelletly
- 1999 Oriol Bohigas
- 2000 Frank Henry Read
- 2001 Pierre Coullet
- 2002 John Bernard Pethica
- 2003 Catherine Bréchignac
- 2004 Adrian Wyatt
- 2005 Philippe Monod
- 2006 Julia Higgins
- 2007 Jean-Pierre Hulin
- 2008 Denis Weaire
- 2009 Christian Colliex
- 2010 Steven T. Bramwell
- 2011 Joël Cibert
- 2012 Helen Gleeson
- 2013 Alexandre Bouzdine
- 2014 Ramin Golestanian
- 2015 Isabelle Ledoux-Rak
- 2016 Zoran Hadzibabic
- 2017 Victor Malka
- 2018 Marina Galand
- 2019 Xavier Garbet
- 2020 Charles Adams
- 2021 Guy Le Lay
- 2022 Bruno Andreotti, Philippe Claudin
- 2023 Amaury Triaud
- 2024 Ludovic Berthier